# Biała
Biała [pronunciación en polaco: /ˈbʲawa/] (en ucraniano: Біла) es un pueblo ubicado en el distrito administrativo de Gmina Bielsk Podlaski, dentro del Condado de Bielsk, Voivodato de Podlaquia, en el norte de Polonia oriental. Se encuentra aproximadamente a 5 kilómetros al noreste de Bielsk Podlaski y a 36 kilómetros al sur de la capital regional Białystok.